# Bignicourt
Pour les articles homonymes, voir Bignicourt (homonymie).
Bignicourt est une commune française située dans le département des Ardennes et la région Grand Est.
Ses habitants sont appelés les Bignicourtois.
À ne pas confondre avec Bignicourt-sur-Marne et Bignicourt-sur-Saulx, situées environ 60 km au sud, dans le département de la Marne.

## Géographie

### Localisation
Situé en pleine Champagne céréalière (la Champagne crayeuse), le village est entouré de plaines assez peu vallonnées couvertes de champs de céréales et betteraves (essentiellement).
Le village est traversé par la rivière la Retourne qui se jette dans l'Aisne à Neufchâtel-sur-Aisne.
Le village est essentiellement constitué d'une seule rue (rue Principale) de près de 300 mètres de long.
Il s'agit de la route départementale D 925 reliant Juniville à Pauvres et plus largement Neufchâtel-sur-Aisne à Vouziers. Vers 2015, une première habitation ne donnant pas sur cette rue est apparue. Cela a conduit la mairie à nommer officiellement rue de Derrière une petite rue parallèle.
Lieux-dits et écarts
Communes limitrophes
- Juniville à 2,4 km à l'ouest
- Annelles à 3,7 km au nord
- Ménil-Annelles à 4,4 km au nord-est
- Pauvres à 5 km à l'est
- Ville-sur-Retourne à 2,4 km au sud-est
- Cauroy à 7 km au sud

### Hydrographie
La commune est dans la région hydrographique « la Seine du confluent de l'Oise (inclus) à l'embouchure » au sein du bassin Seine-Normandie. Elle est drainée par la Retourne,.
La Retourne, d'une longueur de 45 km, prend sa source dans la commune de Leffincourt et se jette  dans l'Aisne à Neufchâtel-sur-Aisne, après avoir traversé 18 communes.

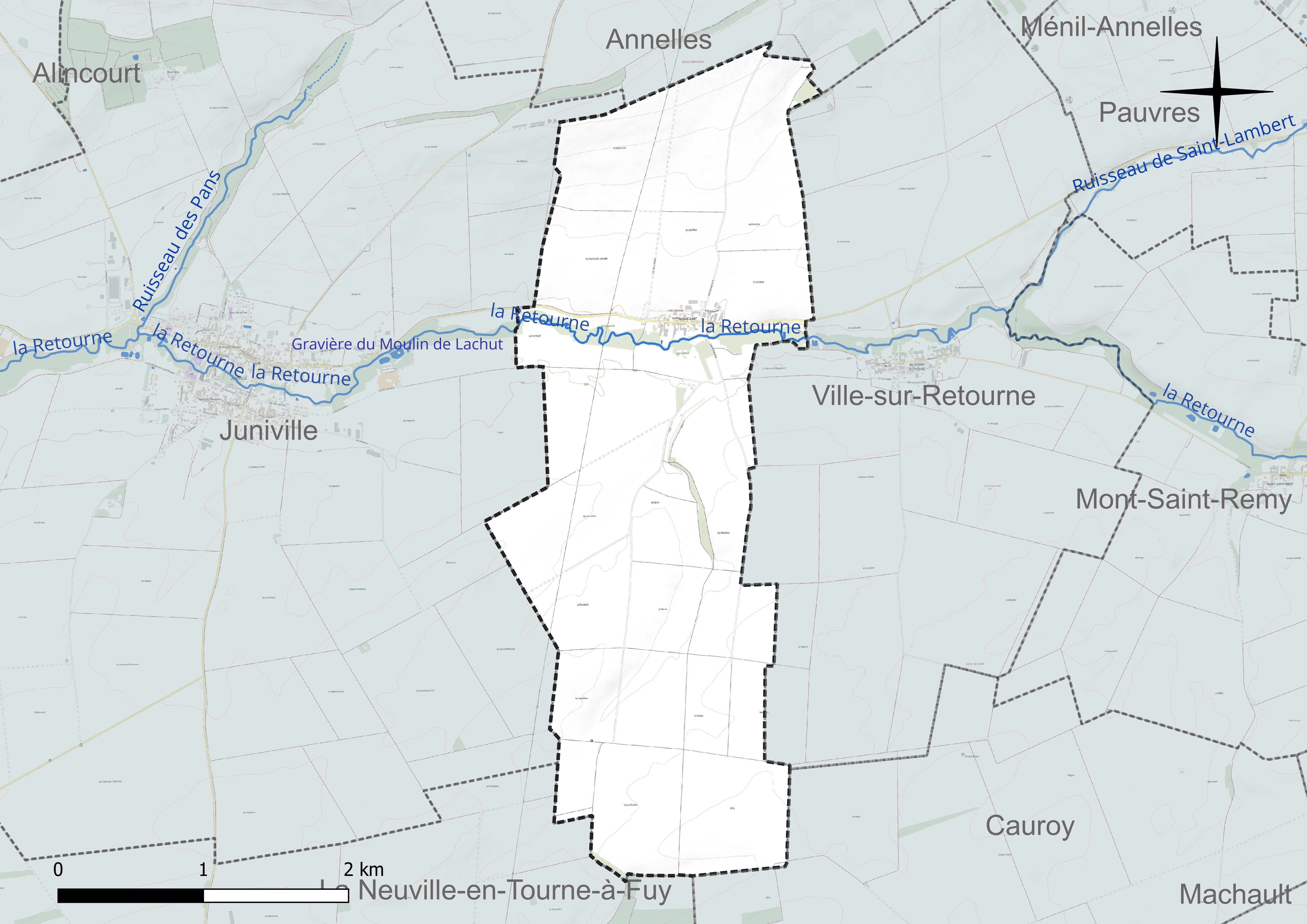
Réseaux hydrographique de Bignicourt.

### Climat
Pour des articles plus généraux, voir Climat du Grand Est et Climat des Ardennes.
En 2010, le climat de la commune est de type climat océanique dégradé des plaines du Centre et du Nord, selon une étude du Centre national de la recherche scientifique s'appuyant sur une série de données couvrant la période 1971-2000. En 2020, Météo-France publie une typologie des climats de la France métropolitaine dans laquelle la commune est exposée à un climat océanique altéré et est dans la région climatique Nord-est du bassin Parisien, caractérisée par un ensoleillement médiocre, une pluviométrie moyenne régulièrement répartie au cours de l’année et un hiver froid (3 °C).
Pour la période 1971-2000, la température annuelle moyenne est de 10,2 °C, avec une amplitude thermique annuelle de 15,6 °C. Le cumul annuel moyen de précipitations est de 761 mm, avec 12,6 jours de précipitations en janvier et 9 jours en juillet. Pour la période 1991-2020, la température moyenne annuelle observée sur la station météorologique de Météo-France la plus proche, « Juniville », sur la commune de Juniville à 3 km à vol d'oiseau, est de 10,8 °C et le cumul annuel moyen de précipitations est de 704,4 mm. 
La température maximale relevée sur cette station est de 41,3 °C, atteinte le 25 juillet 2019 ; la température minimale est de −22,1 °C, atteinte le 13 janvier 1968,,.
Les paramètres climatiques de la commune ont été estimés pour le milieu du siècle (2041-2070) selon différents scénarios d'émission de gaz à effet de serre à partir des nouvelles projections climatiques de référence DRIAS-2020. Ils sont consultables sur un site dédié publié par Météo-France en novembre 2022.

## Urbanisme

### Typologie
Au 1er janvier 2024, Bignicourt est catégorisée commune rurale à habitat très dispersé, selon la nouvelle grille communale de densité à 7 niveaux définie par l'Insee en 2022.
Elle est située hors unité urbaine. Par ailleurs la commune fait partie de l'aire d'attraction de Reims, dont elle est une commune de la couronne,. Cette aire, qui regroupe 294 communes, est catégorisée dans les aires de 200 000 à moins de 700 000 habitants,.

### Occupation des sols
L'occupation des sols de la commune, telle qu'elle ressort de la base de données européenne d’occupation biophysique des sols Corine Land Cover (CLC), est marquée par l'importance des territoires agricoles (96,2 % en 2018), une proportion identique à celle de 1990 (96,2 %). La répartition détaillée en 2018 est la suivante : 
terres arables (96,2 %), forêts (3,8 %). L'évolution de l’occupation des sols de la commune et de ses infrastructures peut être observée sur les différentes représentations cartographiques du territoire : la carte de Cassini (XVIIIe siècle), la carte d'état-major (1820-1866) et les cartes ou photos aériennes de l'IGN pour la période actuelle (1950 à aujourd'hui).

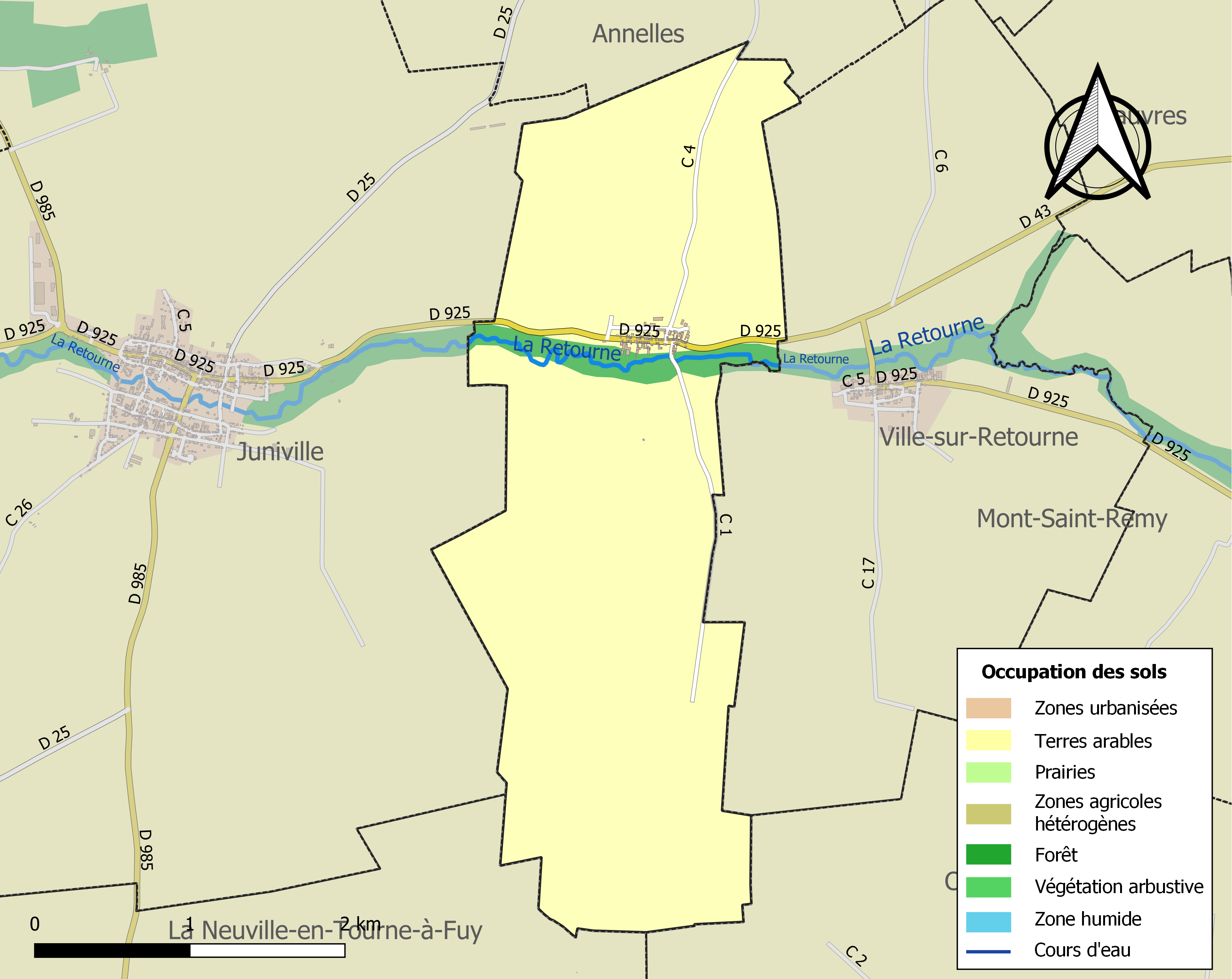
Carte des infrastructures et de l'occupation des sols de la commune en 2018 (CLC).

## Histoire
La voie romaine de Reims à Trèves passait  entre Bignicourt et Ville-sur-Retourne.
La commune absorba, en 1828, à la commune voisine de Ville-sur-Retourne ; commune qui reprit son indépendance en 1871.
Durant la Première Guerre mondiale tout le village fut détruit hormis un pan de mur datant de 1910 et encore debout à ce jour.
Après avoir utilisé leur puits individuels, les habitants ont reçu l'eau par l'adduction au début des années 1980 avec un puits à Juniville qui dessert Juniville, Bignicourt et Ville-sur-Retourne.

## Politique et administration
| Période                                  | Période   | Identité           | Étiquette | Qualité                              |
| ---------------------------------------- | --------- | ------------------ | --------- | ------------------------------------ |
| environ 1965                             | 1977      | Jean Goglin        |           | Agriculteur                          |
| 1977                                     | mars 2008 | Jean-Marie Legros  |           | Agriculteur                          |
| mars 2008                                | mai 2020  | Philippe Legros    |           | Agriculteur exploitant               |
| mai 2020                                 | en cours  | Philippe Charbeaux |           | Agriculteur sur moyenne exploitation |
| Les données manquantes sont à compléter. |           |                    |           |                                      |

## Démographie
L'évolution du nombre d'habitants est connue à travers les recensements de la population effectués dans la commune depuis 1793. Pour les communes de moins de 10 000 habitants, une enquête de recensement portant sur toute la population est réalisée tous les cinq ans, les populations de référence des années intermédiaires étant quant à elles estimées par interpolation ou extrapolation. Pour la commune, le premier recensement exhaustif entrant dans le cadre du nouveau dispositif a été réalisé en 2007.

En 2022, la commune comptait 66 habitants, en évolution de −2,94 % par rapport à 2016 (Ardennes : −2,97 %, France hors Mayotte : +2,11 %).
| 1793 | 1800 | 1806 | 1821 | 1831 | 1836 | 1841 | 1846 | 1851 |
| ---- | ---- | ---- | ---- | ---- | ---- | ---- | ---- | ---- |
| 179  | 154  | 176  | 200  | 455  | 505  | 514  | 537  | 577  |

| 1866 | 1872 | 1876 | 1881 | 1886 | 1891 | 1896 | 1901 | 1906 |
| ---- | ---- | ---- | ---- | ---- | ---- | ---- | ---- | ---- |
| 480  | 216  | 196  | 198  | 191  | 176  | 171  | 155  | 143  |

| 1911 | 1921 | 1926 | 1931 | 1936 | 1946 | 1954 | 1962 | 1968 |
| ---- | ---- | ---- | ---- | ---- | ---- | ---- | ---- | ---- |
| 141  | 70   | 107  | 92   | 101  | 101  | 100  | 103  | 88   |

| 1975 | 1982 | 1990 | 1999 | 2006 | 2007 | 2012 | 2017 | 2022 |
| ---- | ---- | ---- | ---- | ---- | ---- | ---- | ---- | ---- |
| 78   | 74   | 73   | 64   | 61   | 61   | 69   | 68   | 66   |

## Patrimoine
- Église Saint-Louis (XIXe).